# Bulletin de l'Académie Impériale des Sciences de Saint-Pétersbourg
El Bulletin de l'Académie Impériale des Sciences de Saint-Pétersbourg (abreviado Bull. Acad. Imp. Sci. Saint-Pétersbourg) fue una revista ilustrada con descripciones botánicas que fue editada por la Academia Imperial de las Artes de San Petersburgo. Se editaron 32 volúmenes en los años 1860-88. Fue precedida por Bulletin de la Classe Physico-Mathématique de l'Académie Impériale des Sciences de Saint-Pétersbourg que se editó en los años 1843-1859 y fue sucedida por Bull. Acad. Imp. Sci. St.-Petersbourg, n.s. en los años 1890-94, que cambió a Izvestiia Imperatorskoi Akademii Nauk en los años 1894-1906.
Es una revista multidisciplinaria ilustrada fue publicado en San Petersburgo en francés (pero también con tenía artículos descriptivos en latín y un gran número de artículos científicos en alemán) desde 1860 hasta 1888 y que incluyen descripciones botánicas  de todo el mundo, así como artículos sobre la astronomía, la química, la geografía, las matemáticas, el tiempo, la mineralogía , la física y zoología, etc., así como artículos sobre la arqueología , historia antigua, literatura antigua o del Este, etc. Fue publicado por la Academia Imperial de Ciencias de San Petersburgo y publicó treinta-dos volúmenes.

## Publicación
- (Ser. 3) vols. 1-32, 1860-1888;
- n.s.(= ser. 4) vols. 1-4 (también numerada vols. 33-36), 1890-1894